# Stockholms stadion

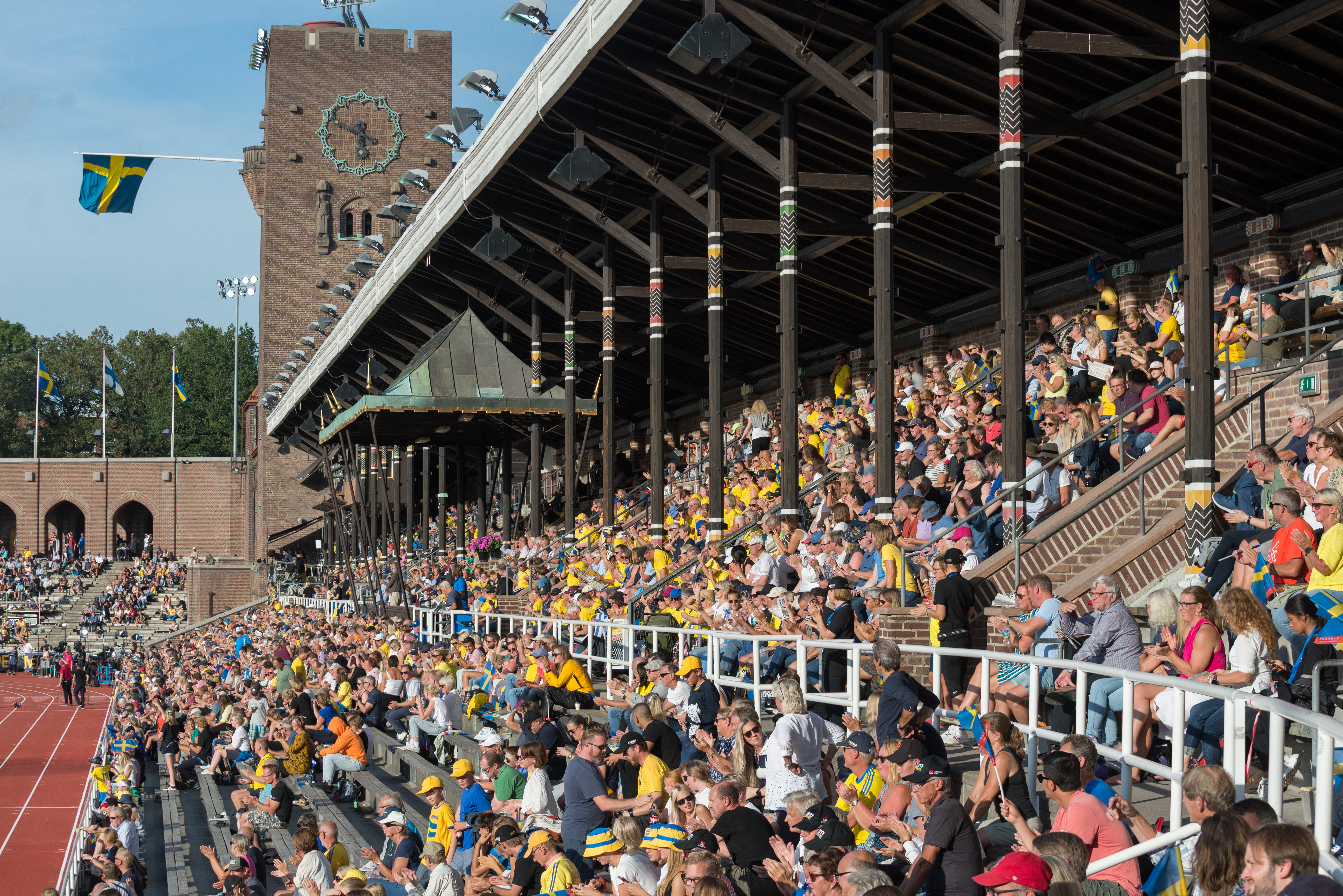
Finnkampen på Stockholms stadion i augusti 2019.

Stockholms stadion, Stockholms Olympiastadion eller i dagligt tal Stadion, är en arena för idrottsevenemang och konserter belägen vid Valhallavägen–Lidingövägen på Norra Djurgården, Östermalm i Stockholm. Den byggdes till sommar-OS 1912 och är den äldsta olympiska arena som fortfarande är i aktivt bruk. Stadion är belägen i Kungliga nationalstadsparken.

## Historik
Stockholms stadion byggdes som huvudarena till de 5:e Olympiska spelen 1912 på platsen för den gamla Idrottsparken. Den svenska ansökan av Sveriges centralförening för idrottens främjande om att få arrangera spelen var väl underbyggd och föll Internationella Olympiska Kommittén (IOK) i smaken och den 28 maj 1909 utsågs Stockholm enhälligt av IOK till att arrangera spelen 1912, men Stockholm hade då ingen större idrottsarena. Under åren 1910–1912 byggdes därför Stockholms stadion. Arkitekt var Torben Grut och arenan byggdes i nationalromantisk stil. Byggmästare var Kreuger & Toll. Stadionanläggningen bevarar, trots mindre förändringar, fortfarande sin ursprungliga karaktär.
Stadion är utformad efter den antika arenan med formspråk från medeltida stadsmurar. Byggnadsmaterialet är mörkt handslaget dekorationstegel. Vid Maratonporten är två skulpturer med idrottsmotiv av Carl Eldh, Löparna eller Löparna vid målet (1937) gjutna i brons, och två skulpturer av Carl Fagerberg, Kulstötaren (1937) i brons, och Stafettlöparen (1937) i brons. Av Carl Fagerberg tillkom 1999 även en kopia av Spjutkastaren, som nu står utanför Stadion och vars original står vid Sundbybergs idrottsplats. Skulpturen Lek (1930) i brons av Bruno Liljefors finns också vid Stadion.
Stadion är en av de äldsta olympiaarenor som fortfarande används för idrottsändamål. På Stockholms stadion har ett 80-tal världsrekord satts i friidrott (däribland flera av svenska friidrottare).
Stockholms stadion var arena för VM i ishockey 1949, Olympiska ryttarspelen 1956, EM i friidrott 1958 och VM i ridsport 1990. Svenska flaggans dag firades i många år på Stadion.
I juli 1964 överläts Stadion från Svenska staten till Stockholms stad. Staden har äganderätt till anläggningen medan marken lyder under Kungliga Djurgårdsförvaltningen. År 1990 utsåg Länsstyrelsen i Stockholms län Stockholms stadion till byggnadsminne. Inför 100-årsjubileet för de olympiska spelen 1912, utfördes en varsam renovering och upprustning. Stadion är världens äldsta aktiva olympiska arena.
Stockholms stadion ligger granne med Gymnastik- och Idrottshögskolan och Östermalms IP, och är belägen inom Kungliga Nationalstadsparken.

## Byggnadshistorik

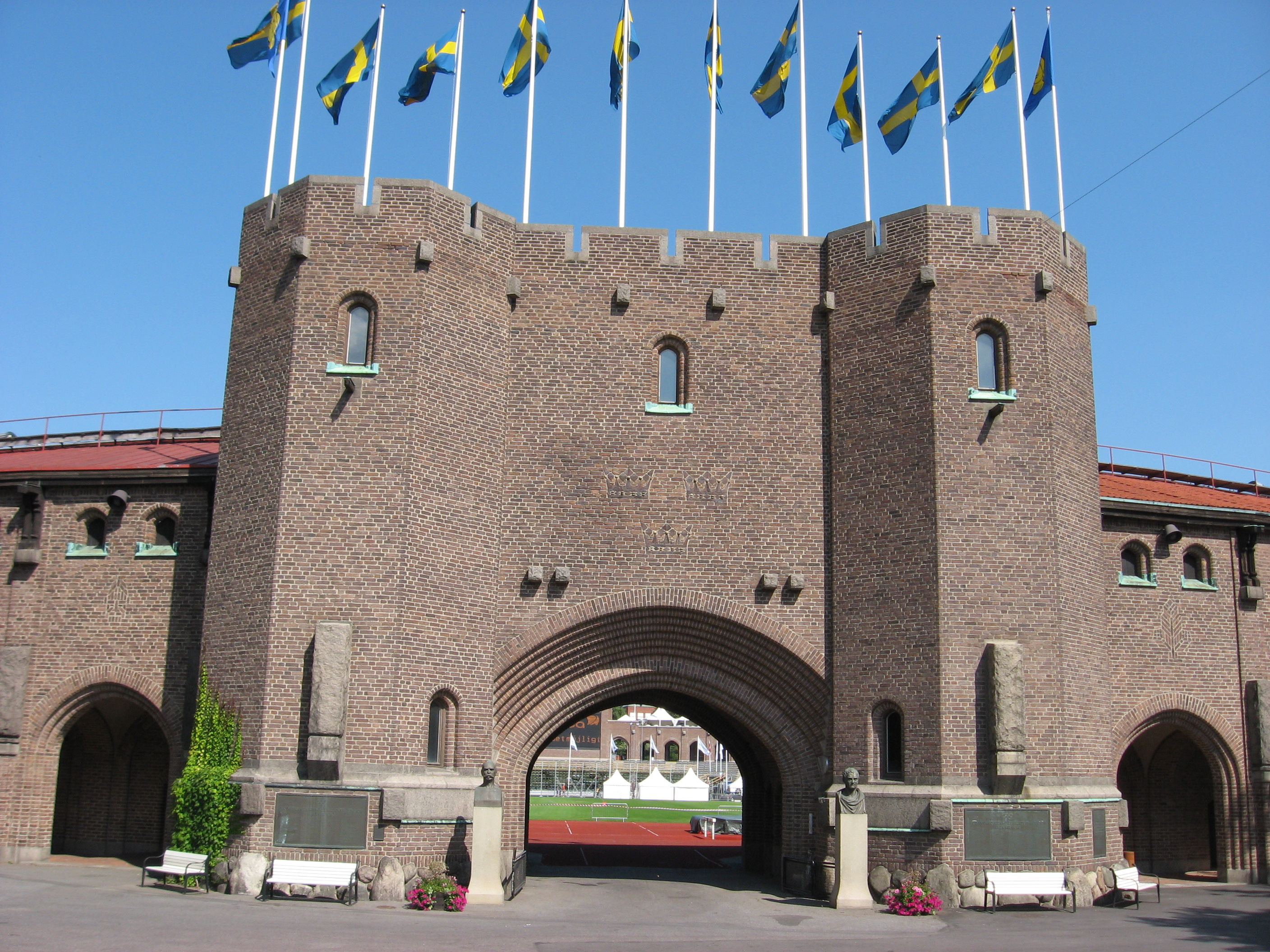
Maratonporten vid Stockholms stadion.

Stockholms stadion uppfördes 1910–1912, på initiativ av Sveriges centralförening för idrottens främjande för de olympiska sommarspelen 1912 som hölls i Stockholm. Anläggningen ersatte då Idrottsparken som tidigare var belägen på samma plats.Tennispaviljongen som även den låg på stadions plats flyttades till sin nuvarande plats vid Tennisstadion. Till arkitekt utsågs Torben Grut, själv idrottsman och elittennisspelare. Till en början var den nya arenan tänkt som ett provisorium och de första ritningarna visade en byggnad i trä som skulle vitmålas. Snart ändrades uppdraget till att omfatta en permanent, monumental anläggning och Grut fick tänka om. Den första versionen liknade ett Vasaslott.
Stadion är byggd i nationalromantisk stil, med murarna uppförda i mörkbränt, handslaget Helsingborgstegel. Inspirationen hämtade Grut från Ragnar Östbergs tegelarkitektur och från Visby ringmur. Förebild var den antika idrottsarenan med sin hästskoformade grundplan. Grut tillämpade den medeltida hantverksmässiga tegelbyggnadskonsten i ett modernt sammanhang. Infällt i tegelmurarna finns flera dekorativa mönster, även de utförda i tegel, exempelvis märks över huvudportalen Sveriges "Tre Kronor". De grova stenplintarna mellan omgångens valvbågar var ursprungligen tänkta att huggas till skulpturer.
Iögonfallande är de båda hörntornen med krenelering som för tanken till en medeltida stadsmur. I tornen ryms flaggbalkonger, administrationslokaler, pressrum och liknande. På taket finns två av Stadions strålkastaranläggningar för planbelysningen. Det östra tornet kallas "Klocktornet" (intill Lidingövägen) på grund av en stor klocka, det norra för "Sofiatornet" eftersom det ligger närmast Drottning Sofias väg och Sofiahemmet.
Arenans ytterfasader artikuleras genom pilastermarkeringar av murens bärande pelare. Delningen är cirka fem meter som löper runt hela komplexet som ett enhetsmått. Portalansatserna markeras särskild genom flaggbalkonger och flaggstänger, dels stående för nationsflaggor dels liggande för märkesflaggor.

### Byggnadsdetaljer

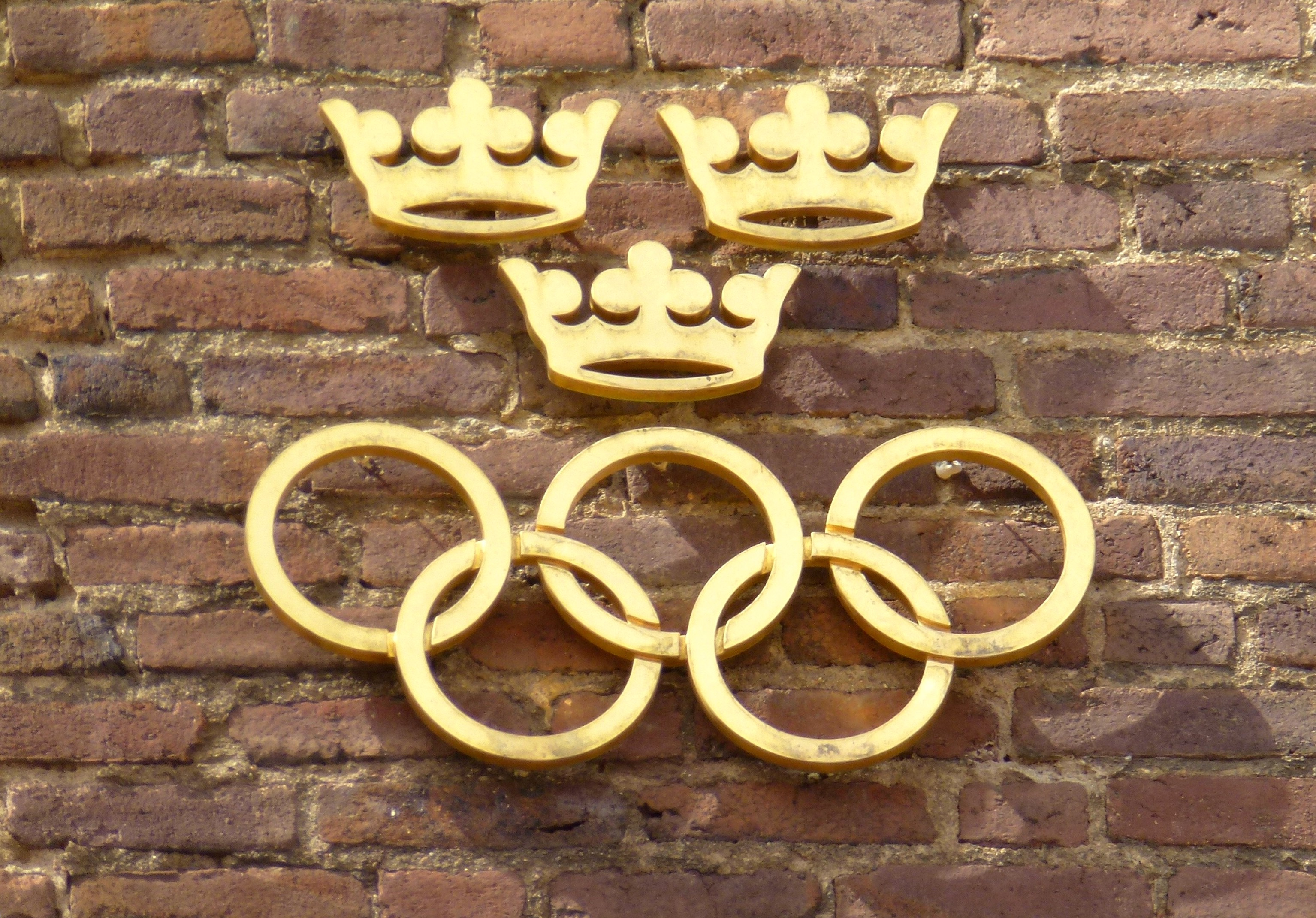
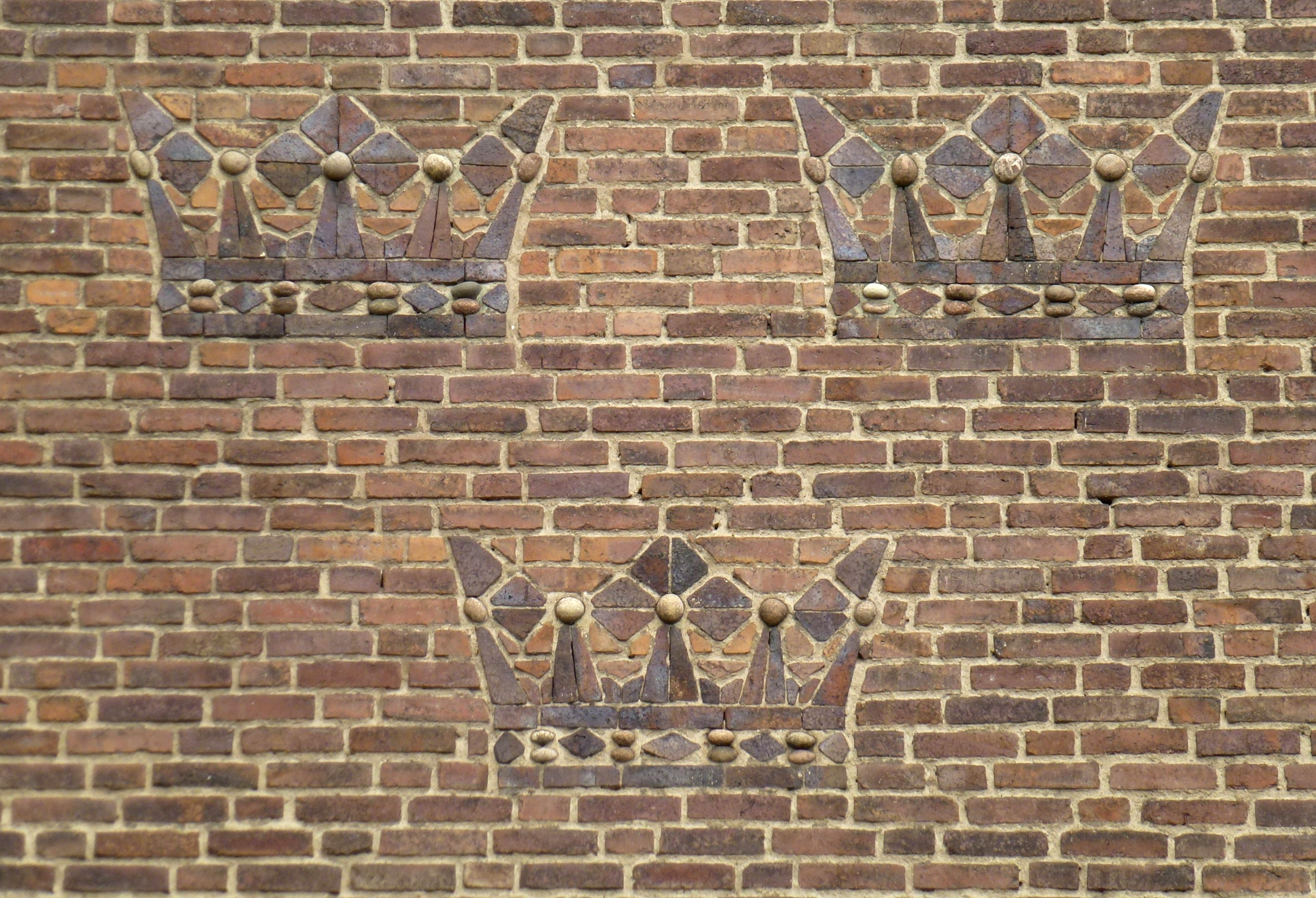
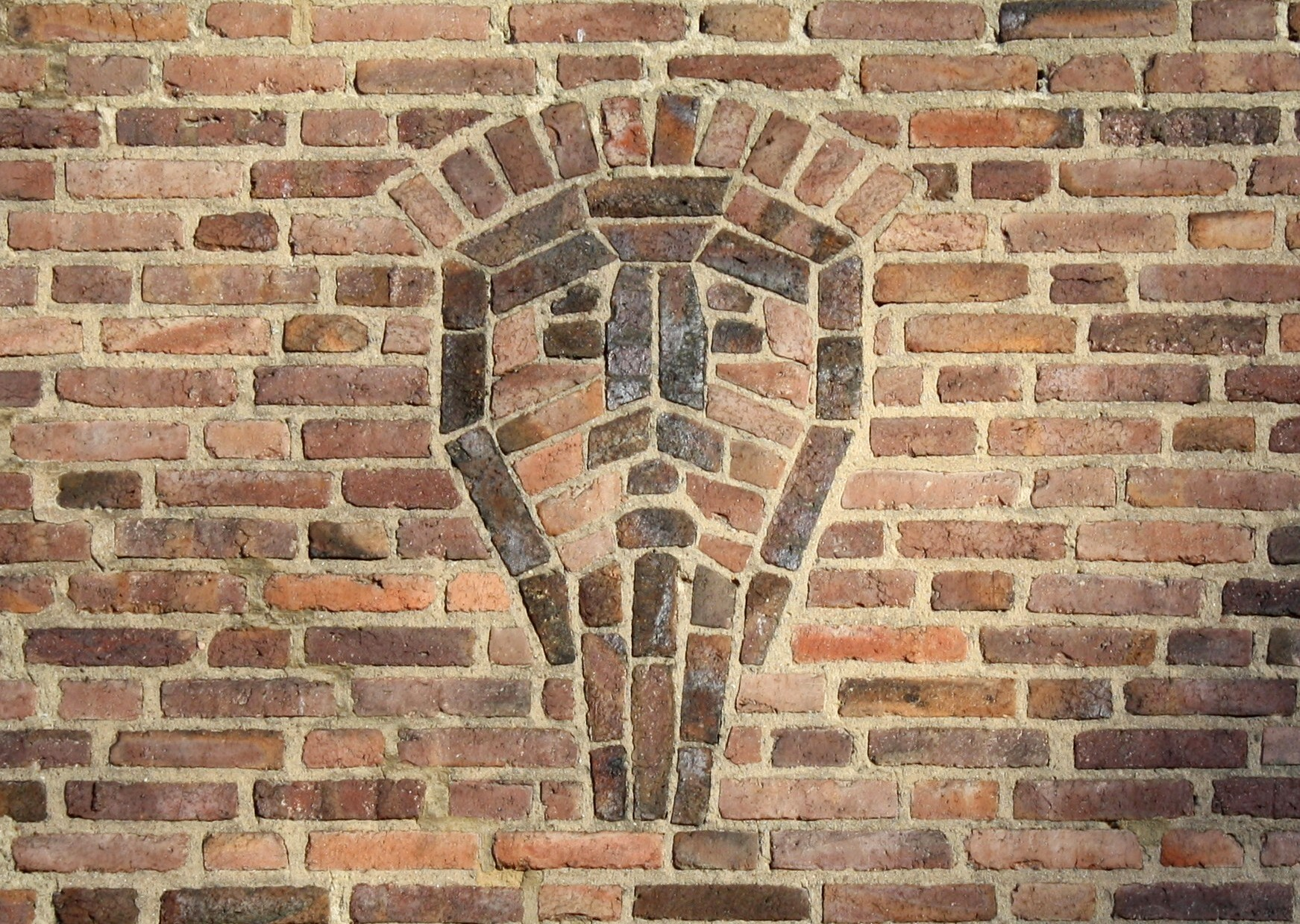
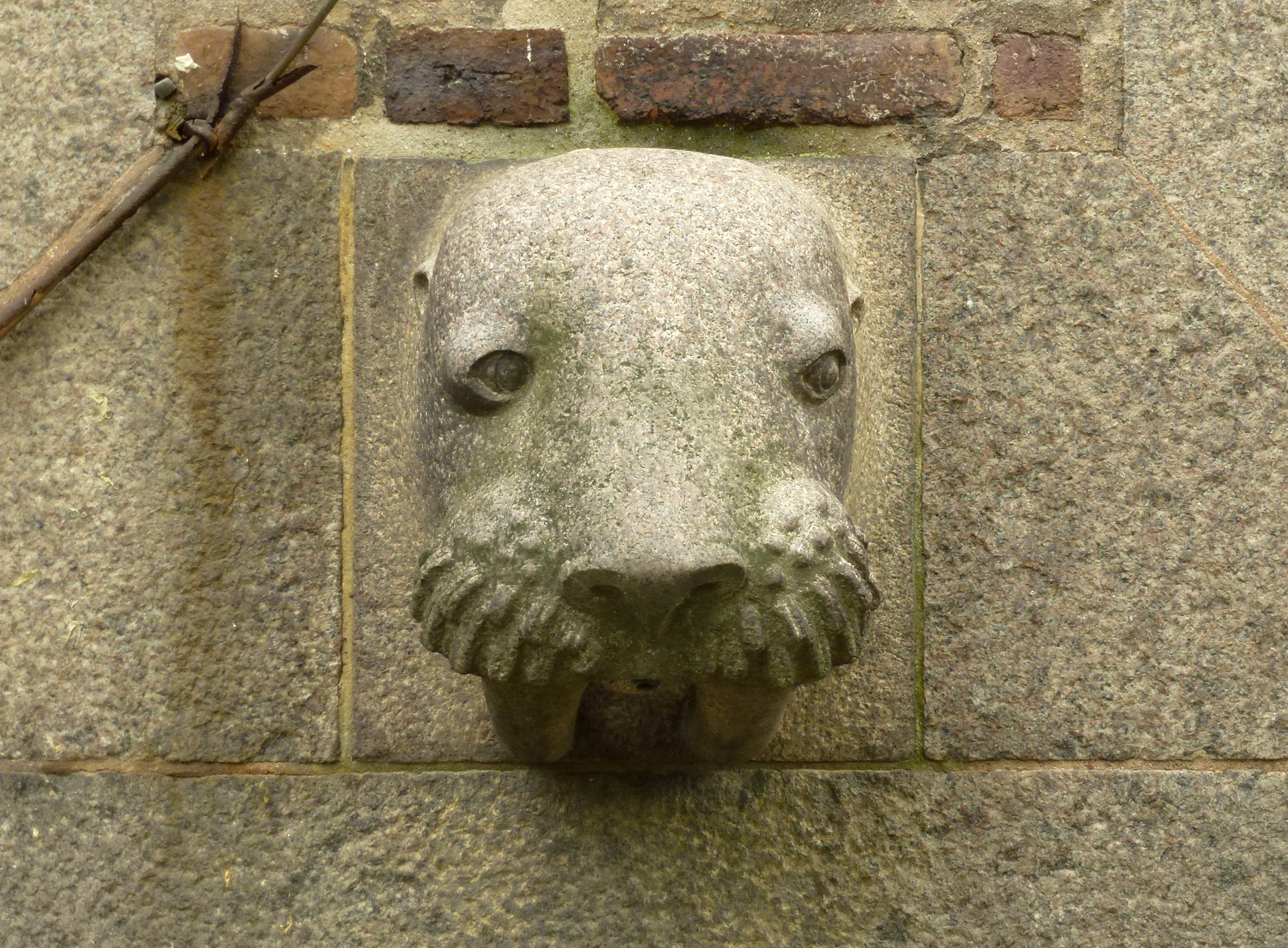

Mot den tunga tegelarkitekturen står läktarnas lätta, slanka master i trä som bär upp läktartaket. Dessa är dekorerade med polykroma, nordiska allusioner. Mitt på sydöstra långsidan ligger "kungaläktaren" eller "kungalogen" under en lätt baldakin av kopparplåt. Norra längan var ursprungligen en provisorisk träläktare, byggd för de olympiska spelen 1912. Den var då i två våningar, vilket gav en total kapacitet på drygt 22 000 åskådare, varav 4 000 ståplatser. Vid invigningen fick 25 000 personer plats. Publiken kommer till sina platser via tolv trappor i den yttre omgången.
Grundläggningsarbetena påbörjades den 23 november 1910. Den bärande konstruktionen är utförd av armerad betong och läktartaken är utförda av trä och ursprungligen täckta med tjärpapp och taktegel. Sockeln är satt av grovhuggen granit. Redan från början fanns elektrisk belysning i alla rum, vid alla ingångar och över läktaren. Stadion uppfördes av byggnadsfirman Kreuger & Toll. Läktaren har byggts om vid olika tillfällen, senast 1996, då den försköts mot norr.
Kostnaderna för Stadion uppgick till 1,25 miljoner kronor. Anläggningen invigdes lördagen den 1 juni 1912 klockan 15.00, men Stadions provbelastades redan den 31 maj då 500 personer från regementena Livgardet till häst och Svea artilleriregemente provsatt läktarna.
Chef för Stadion var 1916–1946 Erik Bergvall. På 1930-talet restes en rad idealiserade skulpturer av idrottande människor, exempelvis Carl Eldhs "Löparna" vid huvudingången och Carl Fagerbergs "Kulstötaren" och "Stafettlöparen" som samtliga kom på plats 1937. Ett av Grut föreslaget skulpturprogram med bland annat takskulpturer genomfördes aldrig.

### Historiska bilder

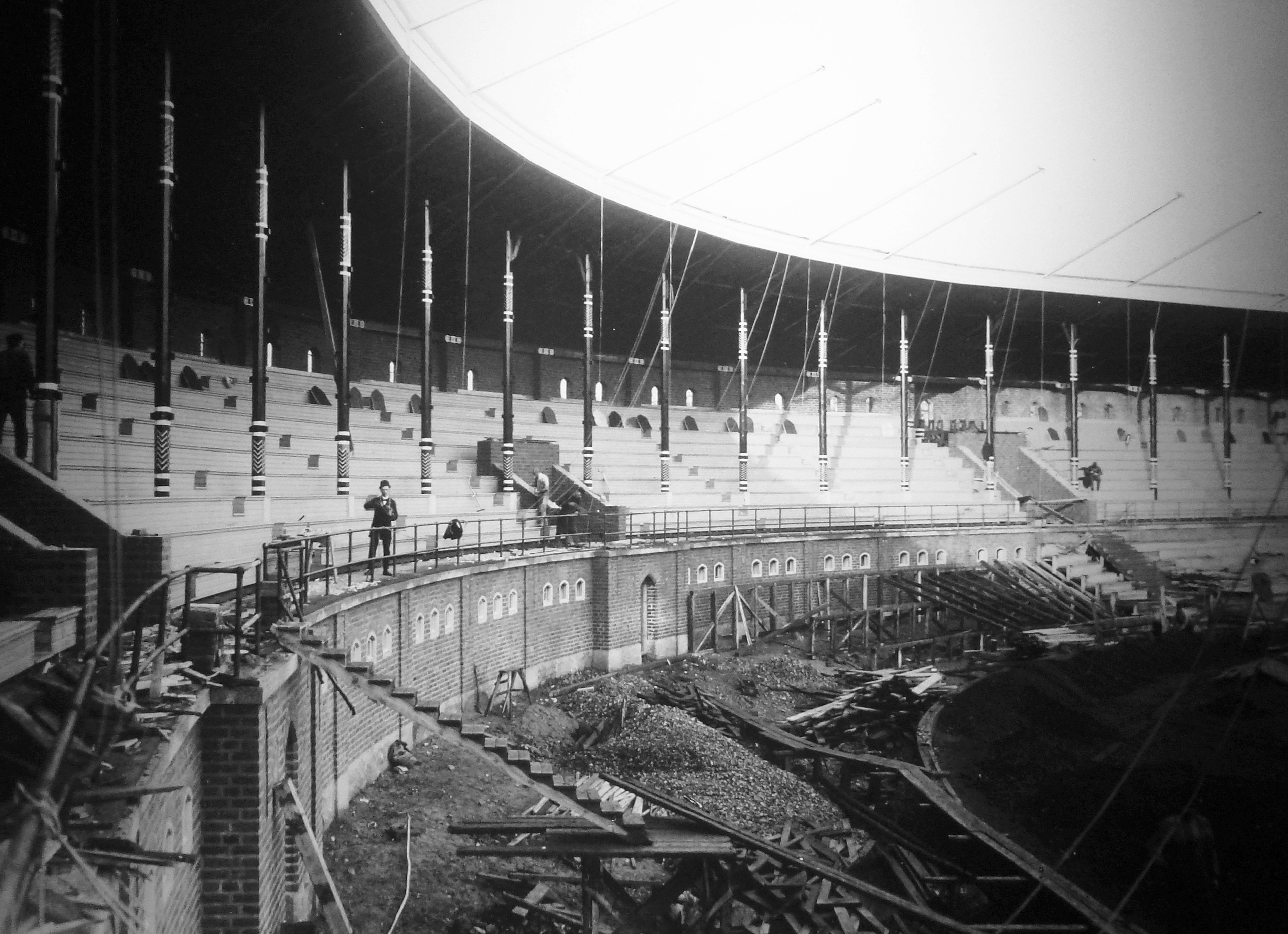
Stadion under uppförande 1911-12
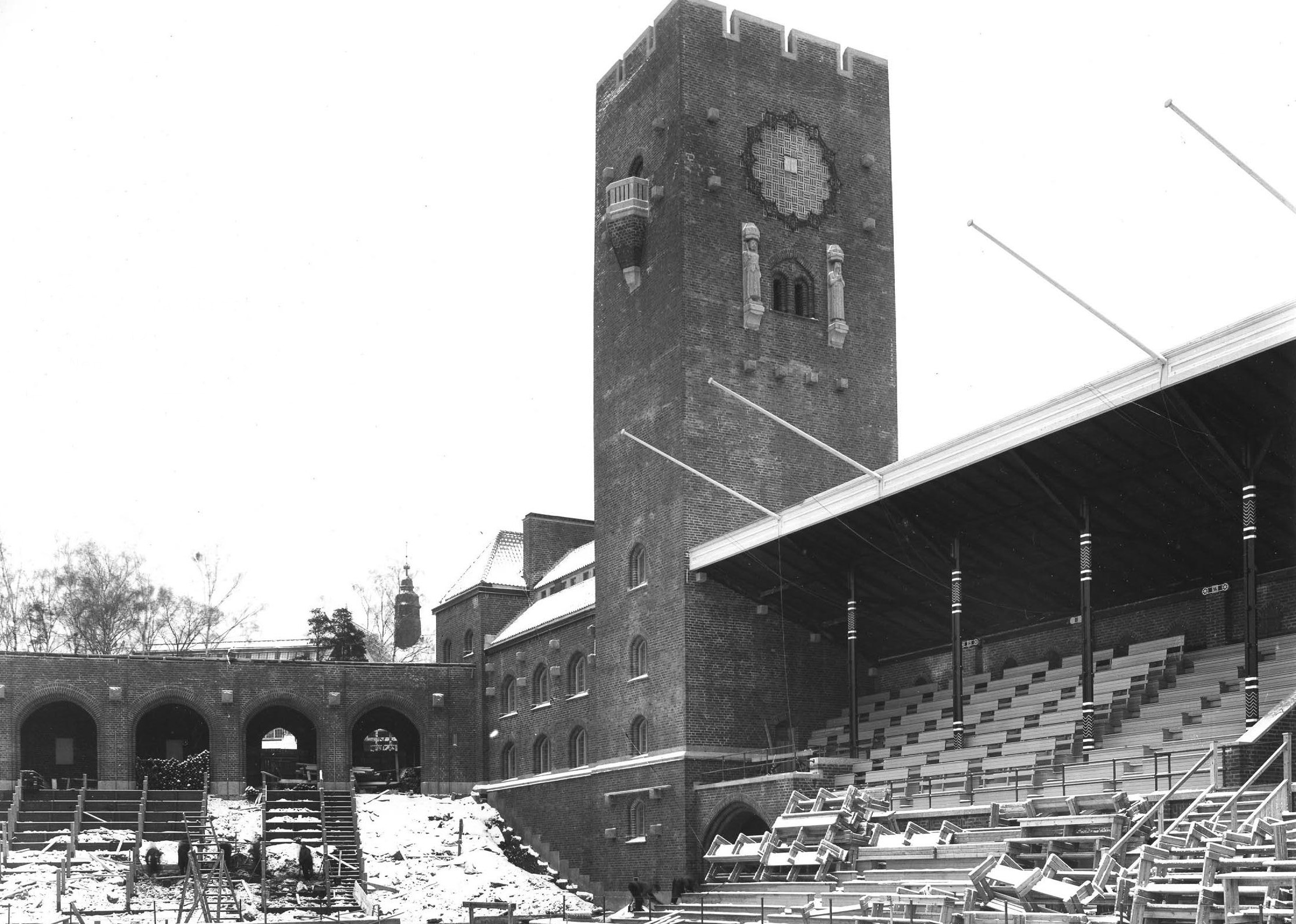
Stadion under uppförande 1911-12
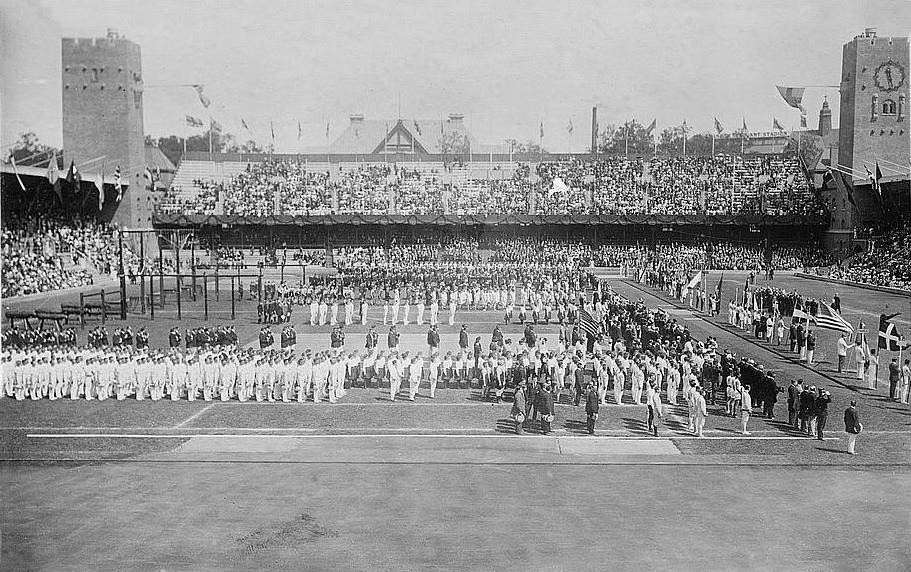
Öppningsceremonin vid de olympiska sommarspelen 1912
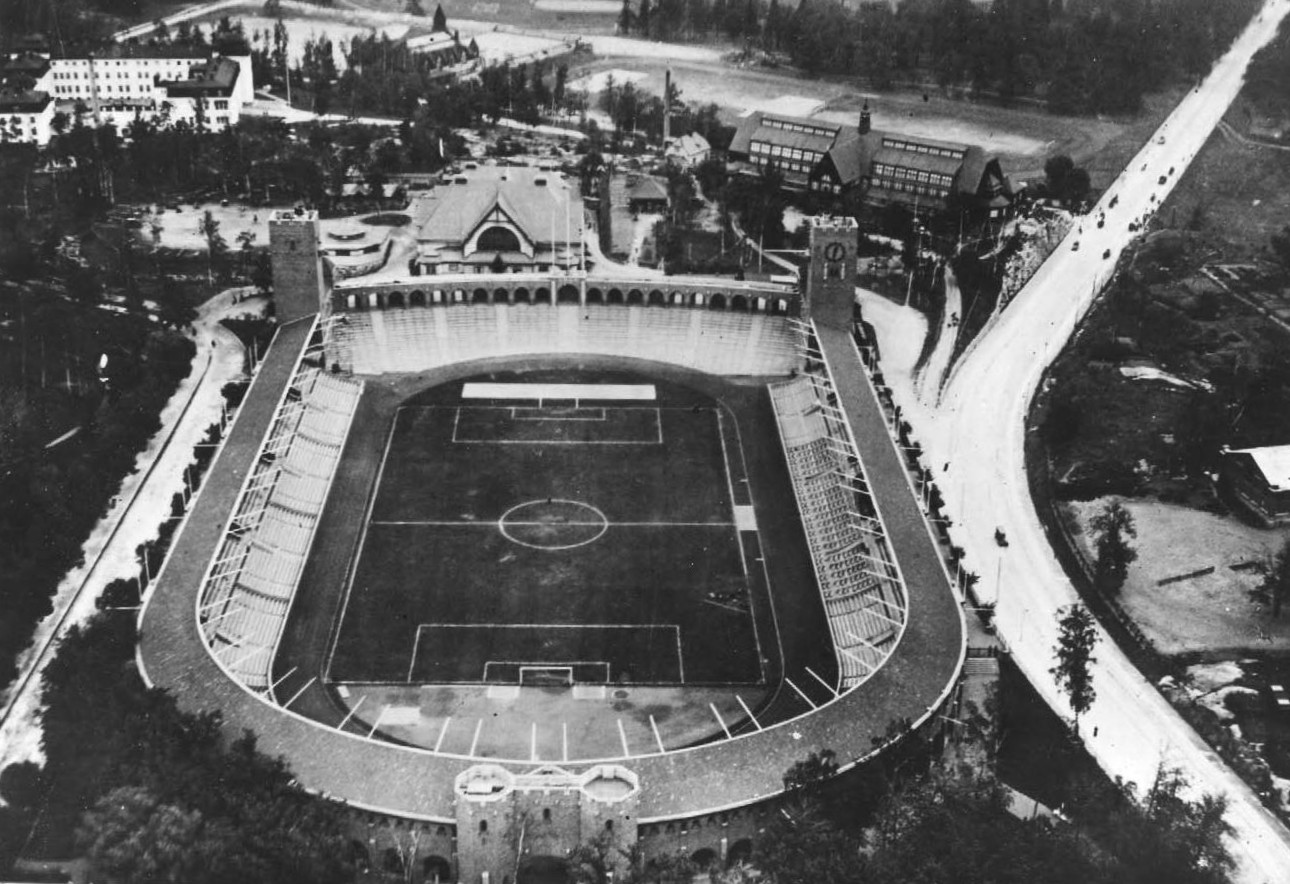
Från luftskeppet "LZ 120 Bodensee" 1919

## Ombyggnader
År 1954 brann den västra övre läktaren, varvid trätaket och gradängerna förstördes. Hela denna läktare renoverades med ny betongkonstruktion och nytt tak. En motsvarande ombyggnad utfördes 1967 på östra läktaren.
Mellan den 10 och 17 juni 1956 avgjordes de olympiska hästsporttävlingarna på Stockholms stadion (spelen för övrigt arrangerades i Melbourne, Australien). Idag är arenan byggnadsminne och möjligheterna för om- eller tillbyggnad begränsade. Arenans publikkapacitet är 14 417, alla sittplatser (träbänkar).
Anläggningen utvidgades 1958 till EM i friidrott. Ståplatsläktaren och arkaden revs och istället uppfördes norra fondläktaren efter ritningar av Sture Frölén. Stadion fick då en kapacitet av 27 000 platser. I samband med att Stadion renoverades 1990 ersattes Fröléns läktare med en ny läktare, anpassad efter arenans ursprungliga arkitektur. Idag (2012) är fotbollsplanens mått 105 x 68 meter och löparbanans varv är 400 meter runt. Stadion förfogar över åtta löparbanor.
Åren 2008–2009 utredde Stockholms stads fastighetskontor frågan om ett borttagande av löparbanorna samt att planen och läktarna skulle anpassas mer för hemmalaget i fotboll, Djurgårdens IF. Utredningen ledde fram till att Djurgården och staden inte fann möjligheter att göra om Stadion till en tillräckligt bra fotbollsarena. Staden beslutade därmed att stadion inte skulle förändras. Inför 100-årsjubileet av Olympiaden 1912 utfördes en varsam renovering och upprustning av Stockholms stadion till en kostnad av 74 miljoner kronor.
| Stockholms stadion, dagens utseende, vy mot norr (vänster) och vy mot söder. |  | Stockholms stadion, dagens utseende, vy mot norr (vänster) och vy mot söder. |
| Stockholms stadion, dagens utseende, vy mot norr (vänster) och vy mot söder. |  |                                                                              |

## Fotboll

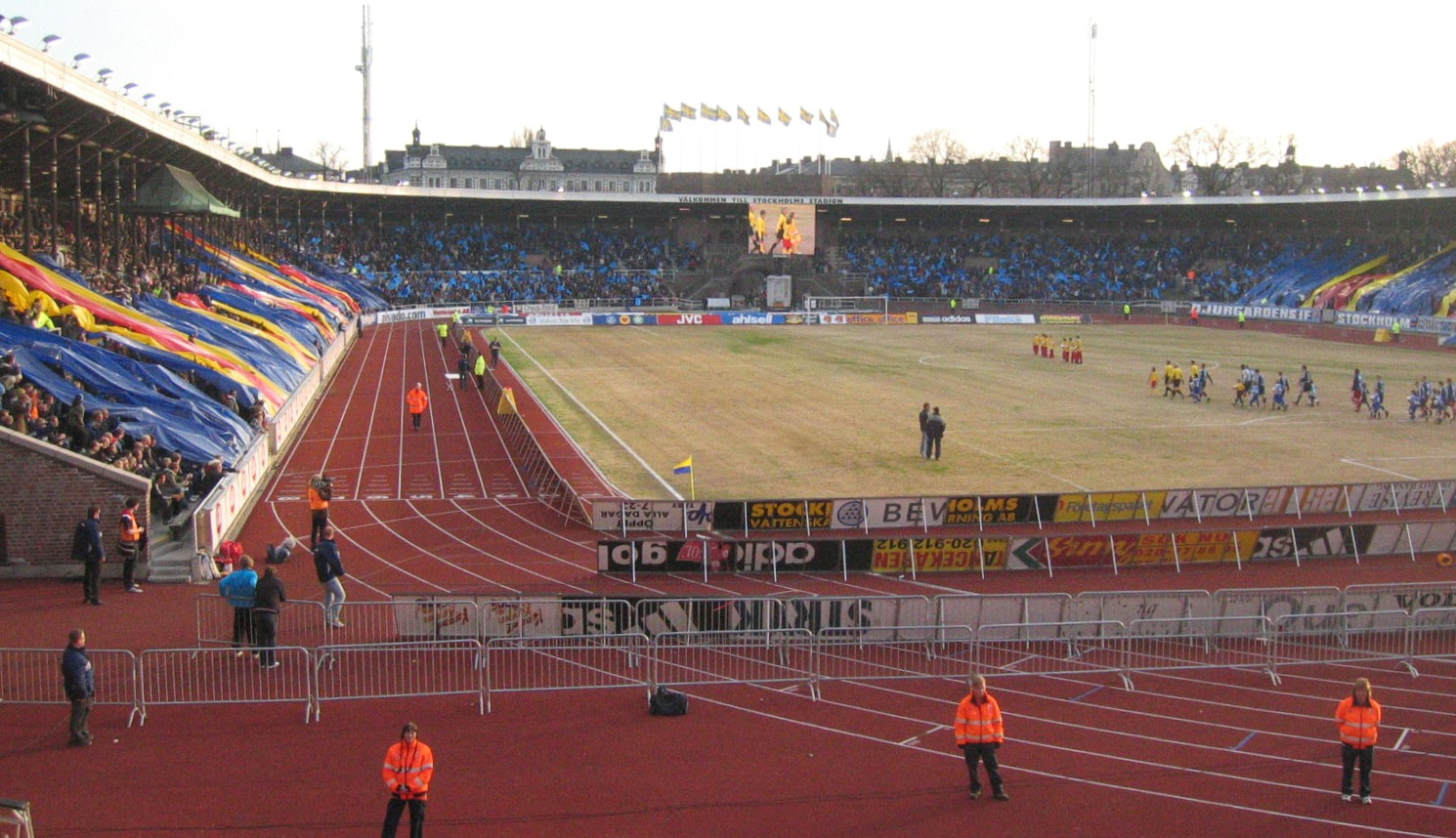
Djurgårdens IF mot IFK Göteborg, april 2006.

Lag som har eller har haft Stadion som hemmaarena:
- AIK (1912–1936 (1956)): AIK började på 1890-talet spela fotboll på Gärdet, och sedan ett stenkast därifrån på Lindarängen. Nästa spelplats var Idrottsparken, på platsen där Stockholms stadion ligger idag, där man spelade mellan 1901 och 1910. Efter att Stockholms stadion hade byggts 1912 flyttade AIK dit. AIK fotboll hade sedan Stockholms stadion som hemmaarena fram till att den blev för liten år 1937, då AIK:s kansli, och fotbollsmatcher, flyttade till Råsunda fotbollsstadion, som delfinansierades av klubben. AIK:s sektion i bandy hade Stadion som hemmaplan till mitten av 1950-talet. AIK hockey spelade på Stadion fram till 1956, bland annat vann man SM 1947 på Stadion. AIK:s Publikrekord på Stadion: 21 869 Åskådare. [19]
- Westermalms IF
- Spårvägens FF (1996)
- Djurgårdens IF ((1912 inofficiellt) 1936–2013); Djurgården spelade sin första hemmamatch på Stadion den 13 oktober 1912 i finalen mot Örgryte IS i Svenska mästerskapet i fotboll 1912.[20] Djurgårdens huvudsakliga hemmaarena var vid det tillfället Tranebergs IP. Djurgården flyttade över sin verksamhet till Stadion 1936 och arenan fungerade som hemmaarena för Djurgårdens IF:s fotbollslag fram till 2013. Stadion har varit viktig för Djurgården, inte bara i fotboll. DIF Bandy spelade här från starten fram till 1970 (och har numera sin hemmaplan på intilliggande Östermalms IP). Bordtennisen höll till i Klocktornet 1947–1951 och boxarna höll 1917–1922 till i tornet vid Drottning Sofias väg. På 1950-talet hade cykelsektionen sina klubblokaler vid Stadion och mellan 1959 och 1971 hade fäktarna sina träningslokaler under de gamla ståplatsläktarna. Mellan åren 1922 och 1962 höll ishockeyn till på Stadion. Djurgårdens publikrekord på Stadion: 21 995 åskådare. [21]
- Djurgårdens IF Dam (2013-)
- FC Café Opera (?–2003).
- IF Brommapojkarna (bland annat 2005, 2007) då Grimsta IP inte räckt till eller byggts om.
- Hammarby IF (1919–1966); Stadion användes främst t.o.m. 1953/1954 och även säsongen 1966, då Söderstadion byggdes där Johanneshovs IP tidigare låg. Några enstaka matcher spelades även under åren däremellan. Hammarby spelade minst 22 allsvenska hemmamatcher på Stadion. Hammarbys publikrekord på Stadion: 19 655 Åskådare (allsvenskt kval våren 1939).[22]
- FC Stockholm Internazionale (2022)

Dessutom har en del underhållningsmatcher spelats på Stadion, exempelvis en match i juni 2006 mellan VM 94-laget och ett kändislag. Vidare spelade tv-laget FC Z på Stadion tidigt på hösten 2005 och 2006.

## Andra evenemang

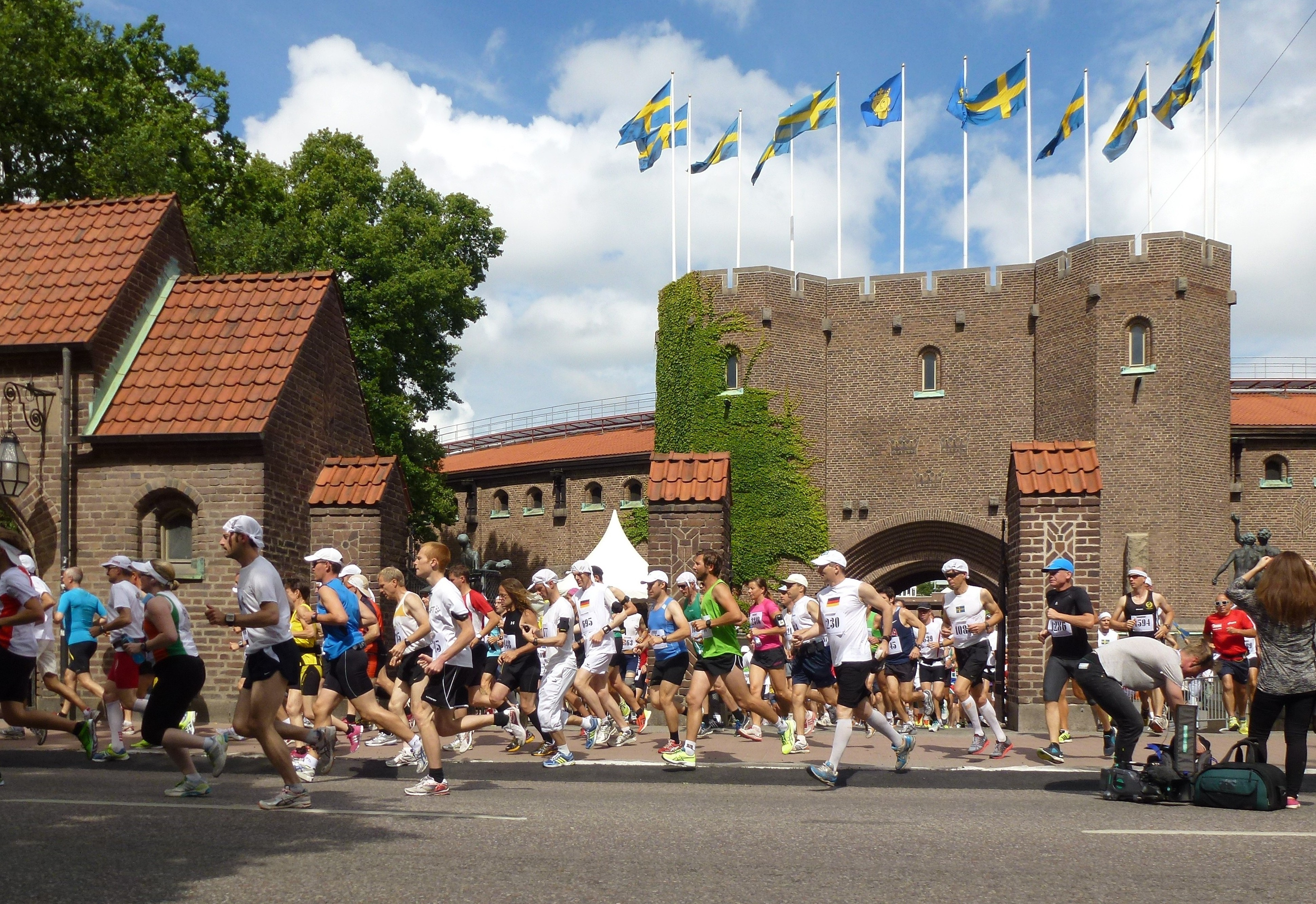
Jubileumsmarathonloppet 2012-07-14.

- Ryttarolympiaden i Stockholm 1956.
- Stadion var huvudarena för det första samlade Ryttar-VM som hölls från 24 juli till 5 augusti 1990.
- På 1950-talet kördes både speedway och isracing på Stockholms Stadion.
- Åren 1916–1962 firades den 6 juni Svenska flaggans dag på stadion.[23]
- Svenska bandyfinalen har spelats på Stockholms stadion 50 gånger, och på den spelades, med vissa undantag på grund av olika orsaker, finalerna 1913–1965. Som bandybana har anläggningen använts av hela tio klubbar, Hammarby, AIK, Djurgårdens IF, Reymersholms IK, IFK Stockholm, IK Göta, IK Mode, Sundbybergs IK, Råsunda IS och Mälarhöjdens IK. Efter säsongen 1970/1971 stängdes anläggningen slutligen för bandyspel.[24]
- Under många år spelades även ishockey på utomhusisen på Stadion. Bland annat spelades Europamästerskapet i ishockey för herrar 1921 på Stadion i den svenska ishockeyns barndom. Klubblag som IK Göta, AIK, Djurgården och Karlbergs BK har spelat hemmamatcher i högsta serien på Stadion genom åren.
- Den internationella friidrottstävlingen DN-Galan numera Bauhausgalan hålls här varje sommar. Stadion är den arena i världen där flest världsrekord i olika friidrottsgrenar har satts – 83 stycken.[3][25][26]
- Stockholm Marathon startar utanför arenan och efter 42 195 m går man i mål inne på stadion.
- Jubileumsmarathonloppet: den 14 juli 2012 klockan 13.48 gick starten för Jubileumsmarathon Stockholm 1912–2012. 10 510 löpare från 66 nationer var anmälda till detta historiska lopp.
- Mellan åren 2004 och 2008 hölls Nordic Light Open, Nordens och Baltikums enda professionella tennistävling för damer på Stadion.
- Stadion används även för större musikevenemang, följande band och artister har spelat på arenan: U2, Michael Jackson, The Rolling Stones, Avicii, Alesso, David Guetta, Kiss, Iron Maiden, Kent, Gyllene Tider, Depeche Mode, Muse, Foo Fighters, Metallica, Dire Straits, Rod Stewart, Bruce Springsteen, Coldplay, Elton John, AC/DC, Bon Jovi, Robbie Williams, David Bowie, Eurythmics, Veronica Maggio och Rammstein.
- Stadion har även använts för bröllop. Det första firades 1923, då stadionchefen Erik Bergvalls dotter gifte sig.[27]
- Finnkampen hölls på Stockholms Stadion till och med 1997 då den flyttades till Nya Ullevi i Göteborg; tävlingen återkom till Stockholm 2013.

## Kanslier
Sveriges Olympiska Kommitté har sitt kansli i Sofiatornet. I  Sofiatornet har även Djurgårdens IF sitt kansli och sitt så kallade pokalrum där man förvarar några av föreningens 461 SM-guld tillsammans med en stor mängd andra pokaler och medaljer.
I Klocktornet finns Stockholms Idrottsförvaltning, Bauhausgalan, Stadionklubbarna och SCIF, Sveriges centralförening för idrottens främjande (Stadions byggherre). Här fanns även under många år Djurgården Fotbolls kansli.
Även Svenska Föreningen för Folkbad hade sitt kontor på Stockholms stadion.

## Nutida bilder

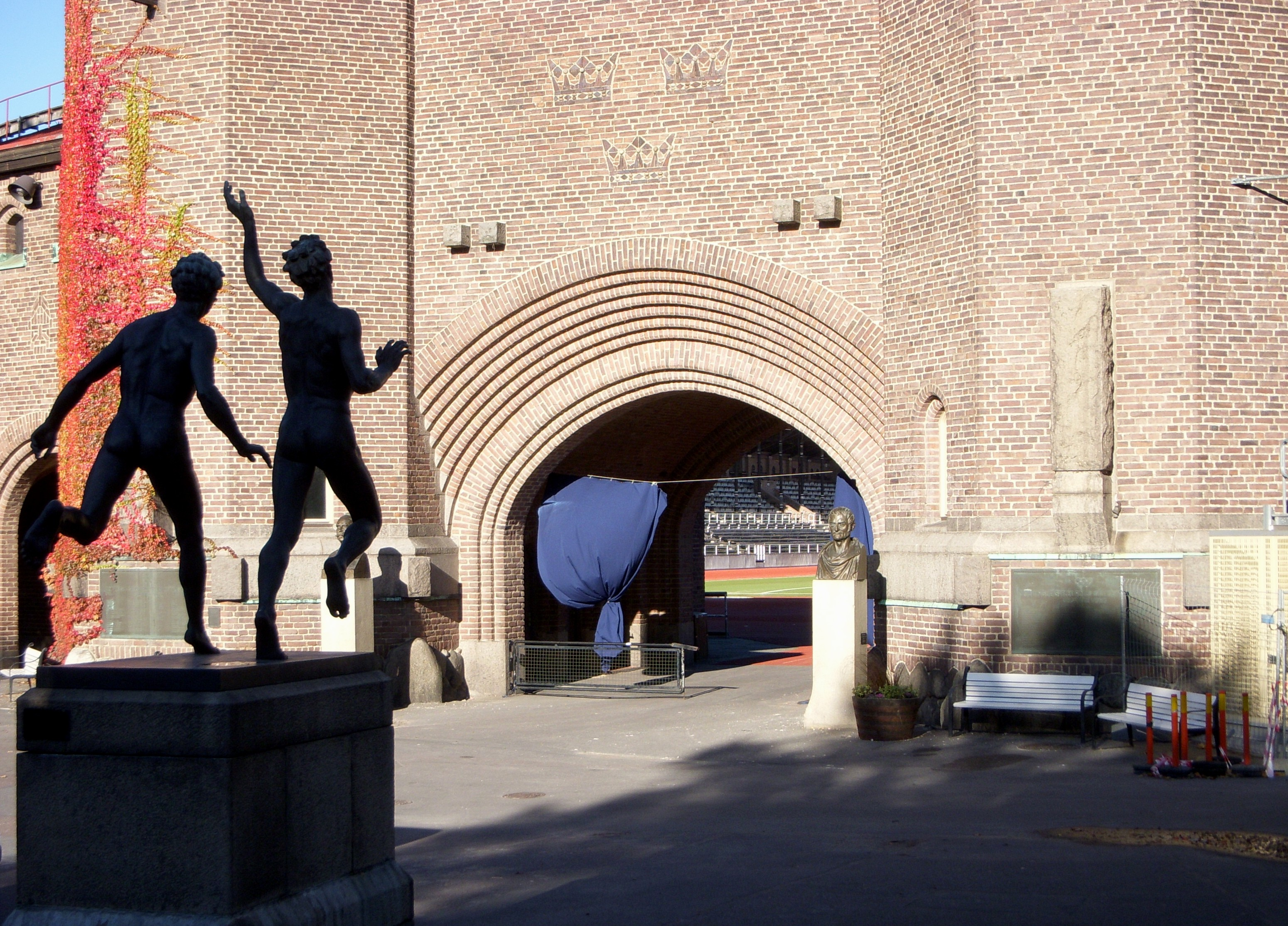
Huvudentrén med Carl Eldhs "Löparna" (1937)
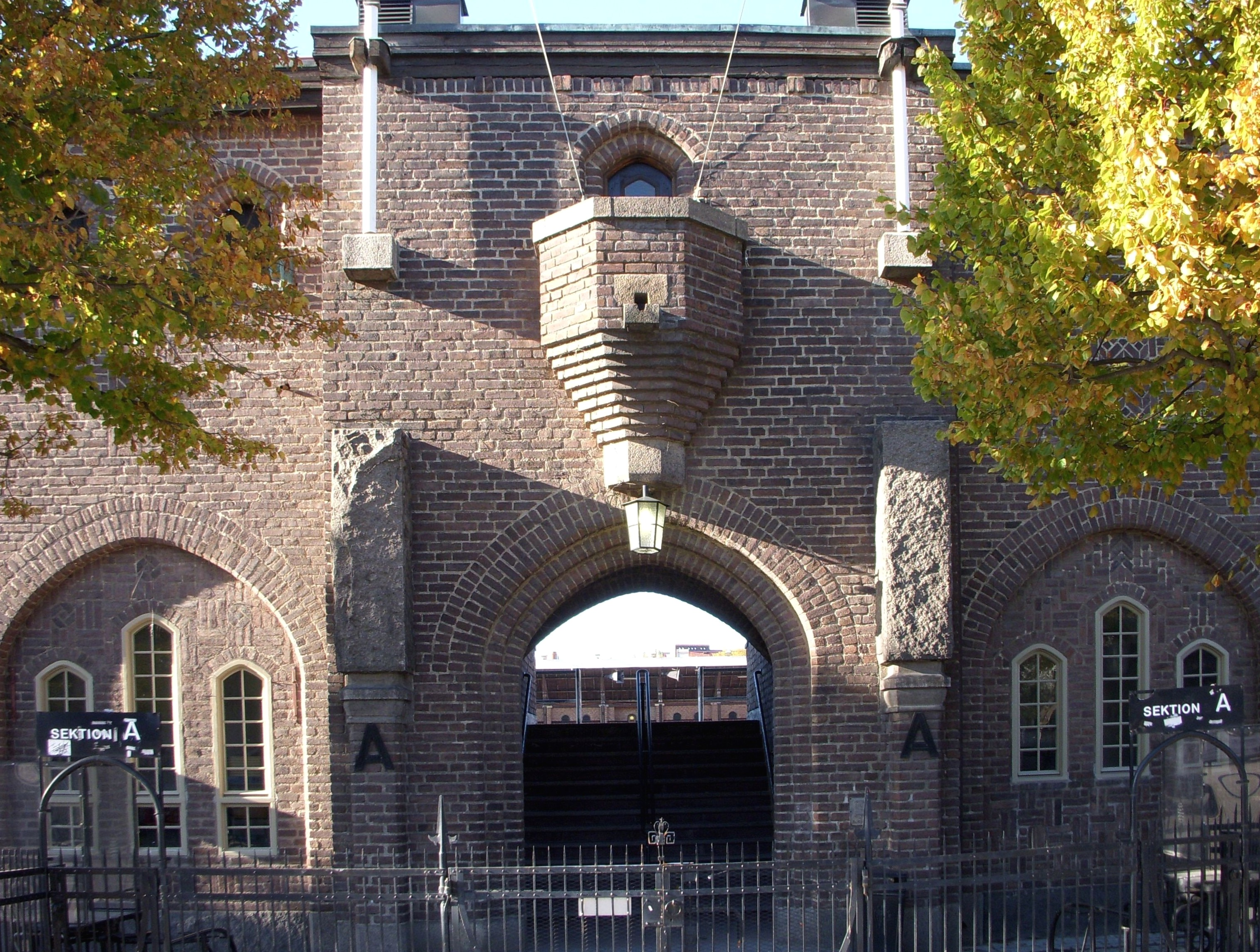
Sidoentrén
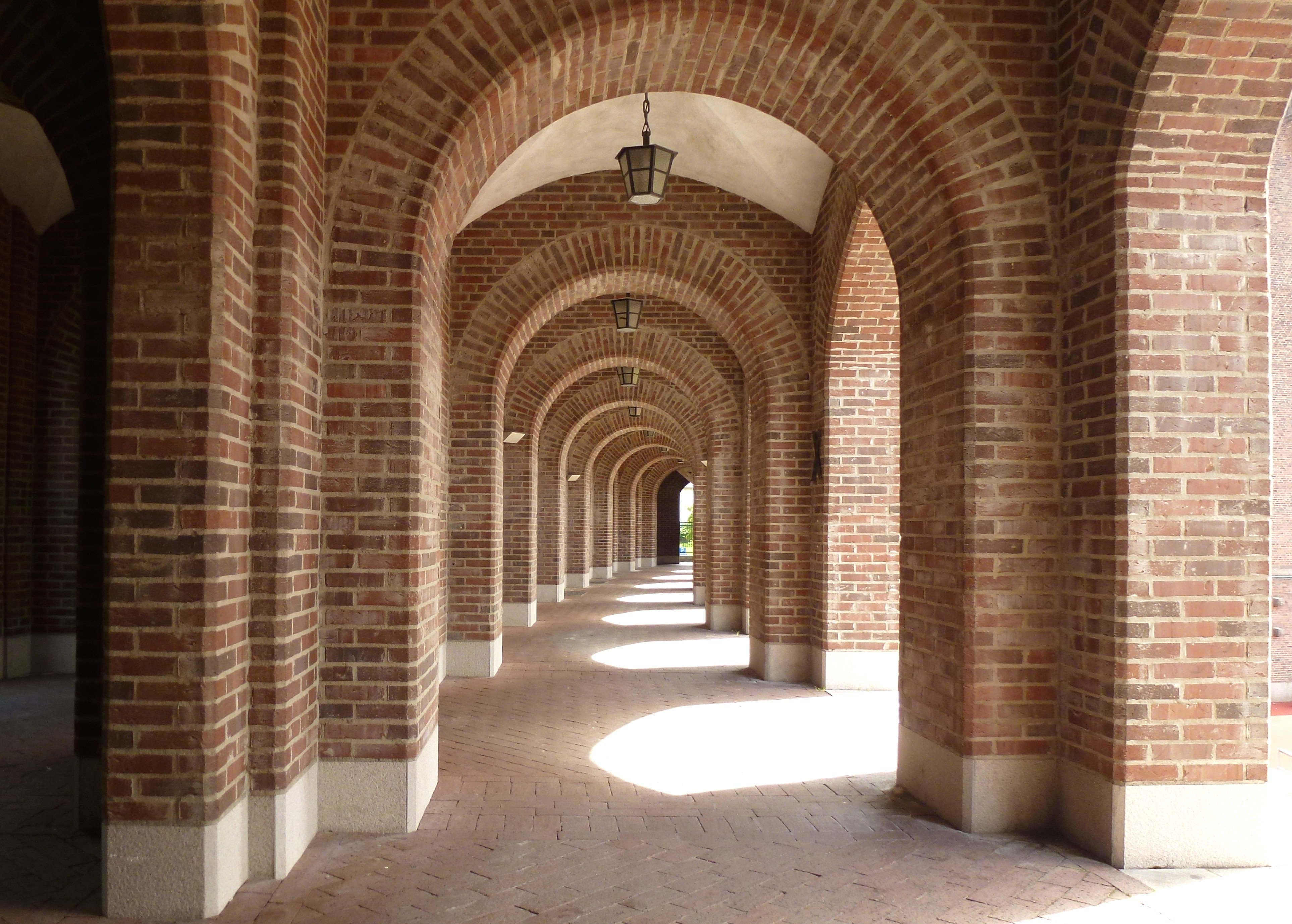
Norra arkadgången
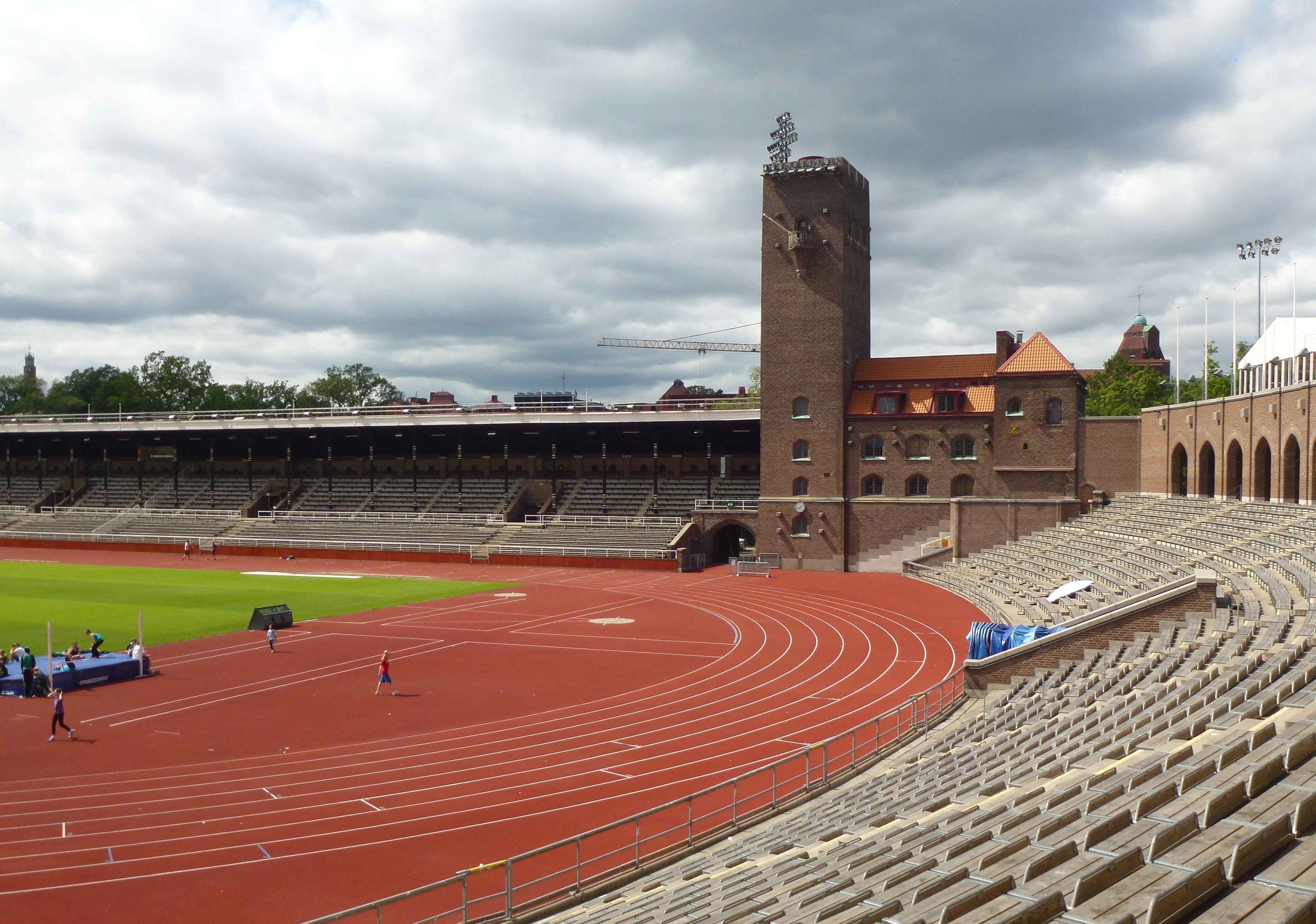
Östra läktaren och Sofiatornet

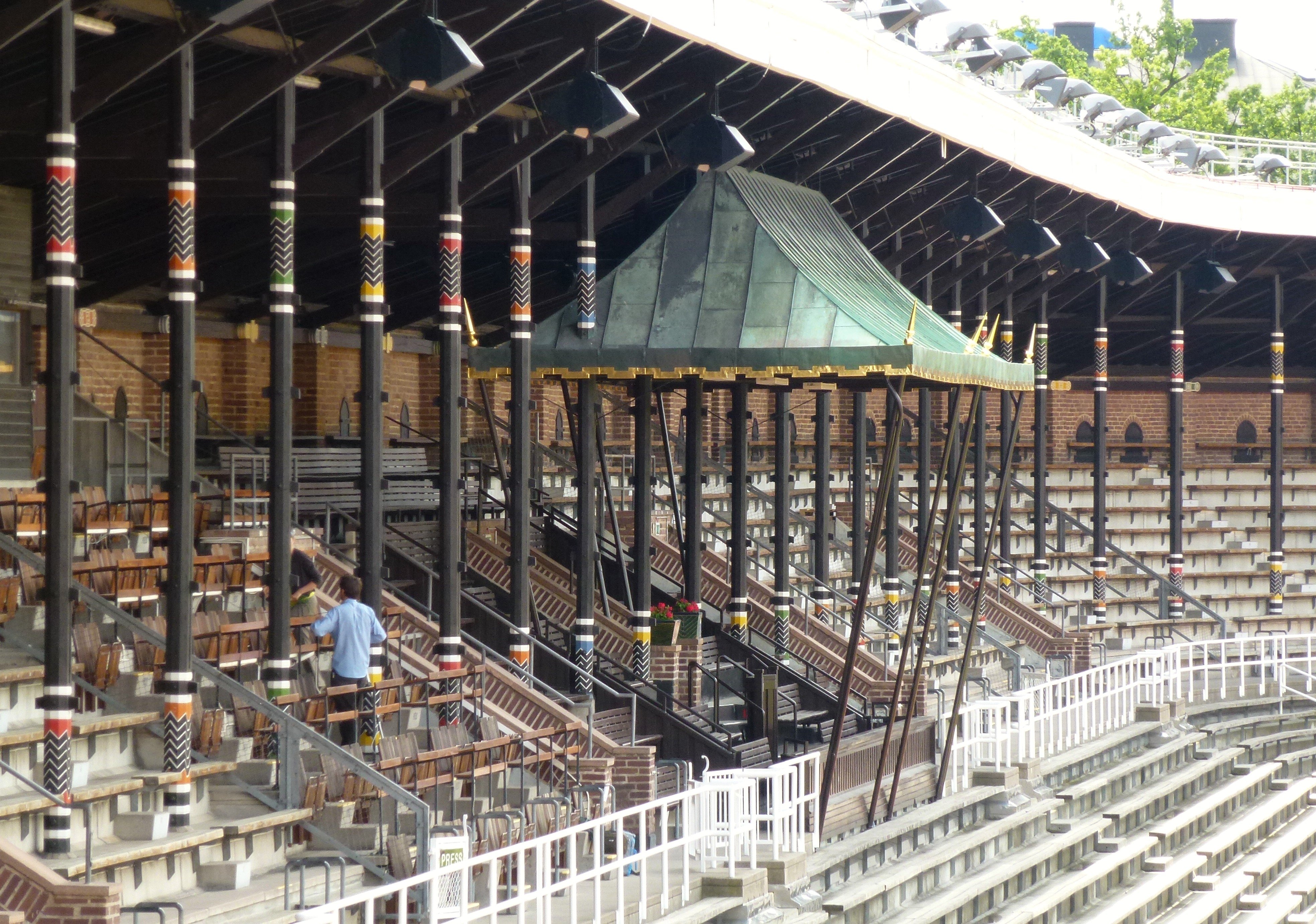
Kungaläktaren
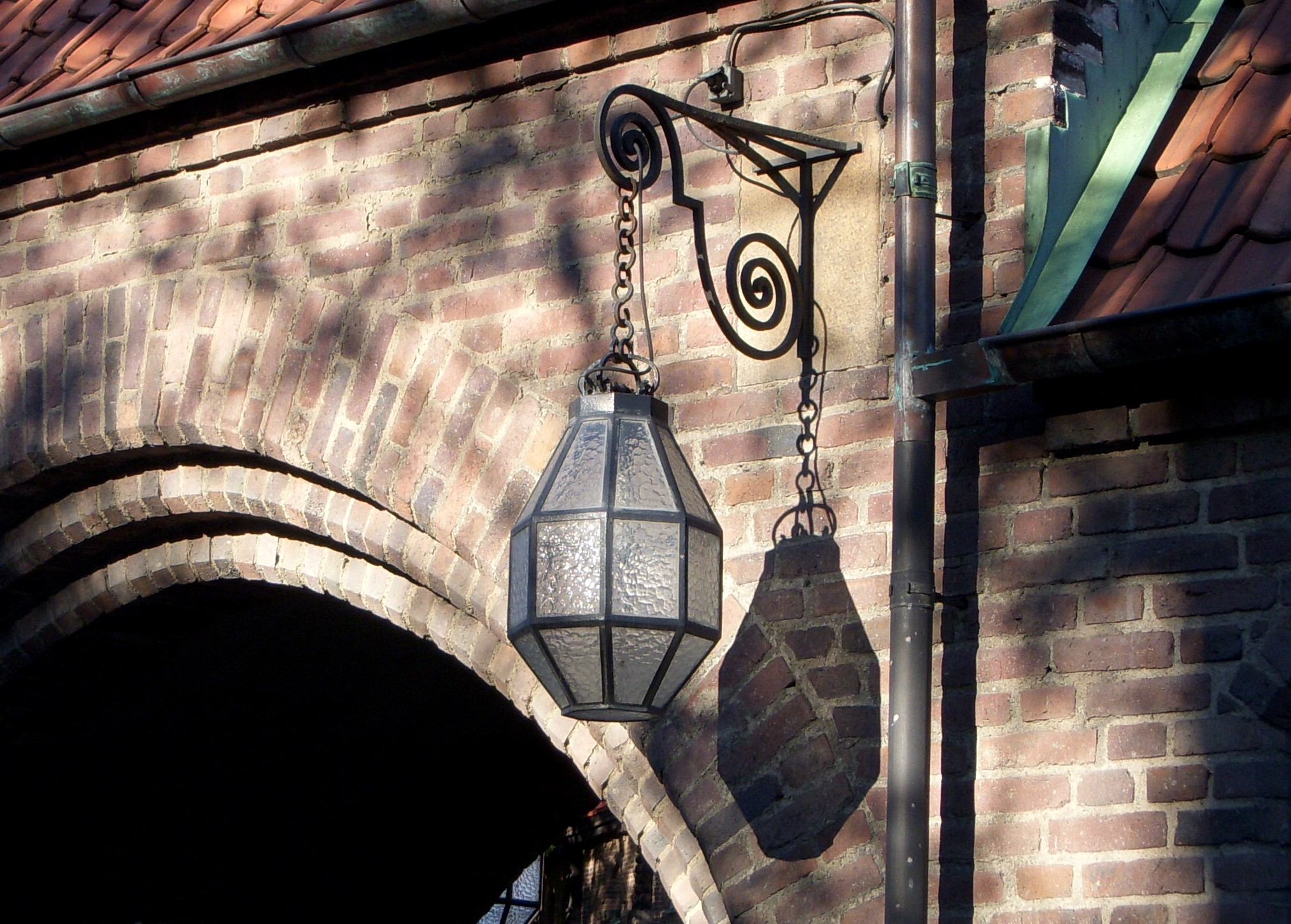
Belysningsarmatur i smide
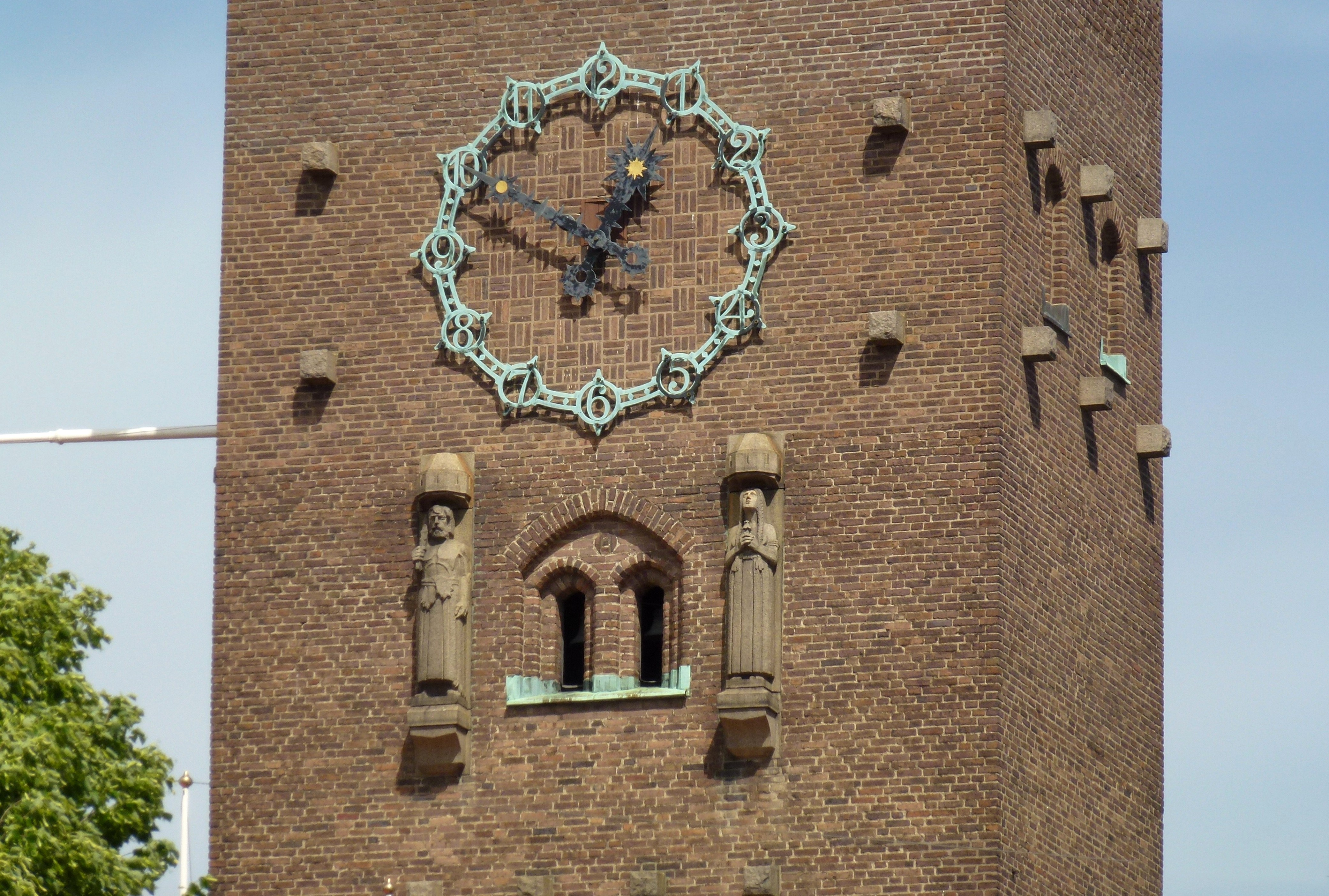
Klocktornet
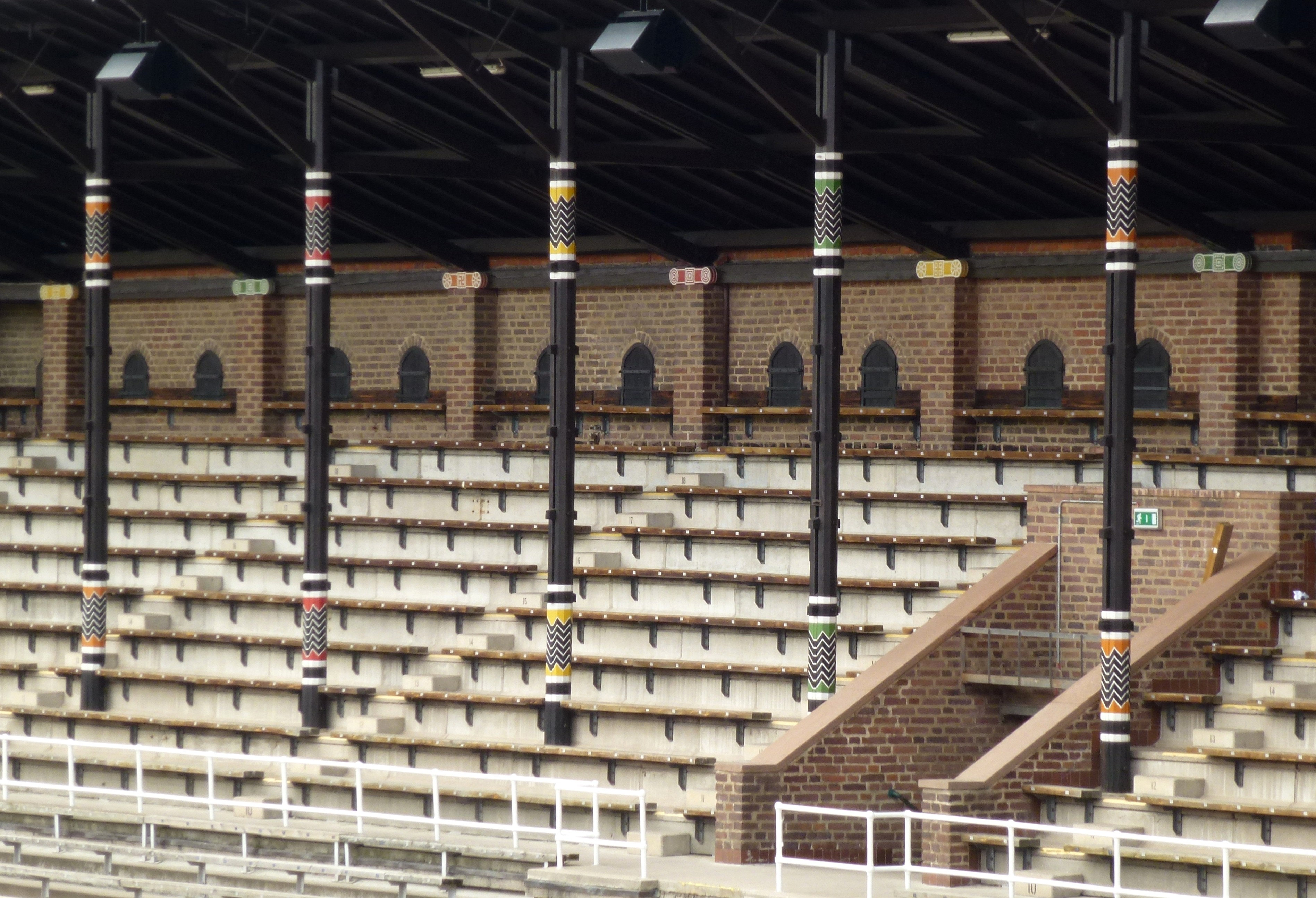
Publika läktaren